# フサギンポ
フサギンポ（房銀宝、学名：Chirolophis japonicus）は、スズキ目タウエガジ科に属する海水魚の一種。

## 分布
沿海地方から渤海に分布する。日本では山陰地方・岩手県以北の海域に生息する。

## 特徴
体長50cm。体色は茶褐色。眼の周りや頭部背面に多数の枝状皮弁がある。背びれは60-69棘、しりびれは1棘44-47軟条。
狭いところを好み、底生で、岩の割れ目などに潜んでいる。

## 近縁種
- アキギンポ Chirolophis saitone (Jordan et Snyder)
- ハナブサギンポ Chirolophis snyderi (Taranetz)